# 窃触症
窃触症（せっしょくしょう）とは同意していない他者の体を触ったり、自らの身体をこすりつけたりすることに性的興奮を感じる性的倒錯である。DSM-IV-TRでは窃触症の診断名が記されていたがDSM-5では窃触障害（せっしょくしょうがい）に名称が変更された。ICD-10には「他の性嗜好障害」の一つとして窃触症が記されている。

## 定義
精神医学的障害の一種である。
相手の身体や衣服に自分の性器を接触させる性的嗜好。厳密には、一般的な「痴漢（英語：Groping）」行為には潜在的な最終目標として性行為が含まれるが、フロツーリズムには性行為が含まれない。
有病率は女性より男性のほうが高い。
それを実行した場合社会的には痴漢、痴女行為という重大な性犯罪になる。
その空想をするだけで、かつ本人に著しい苦痛がない場合は診断を付けない。また「同意していない人」に対してという条件があるのでいわゆる「痴漢プレイ」は診断の対象外である。

## 診断
DSM-5の診断基準は以下の通りである。
1. 少なくとも6カ月間にわたり、同意していない人に触ったり、身体をこすりつけたりすることから得られる反復性の強烈な性的興奮が、空想、衝動、または行動に現れる。
2. 同意していない人に対してこれらの性的衝動を行動に移したことがある、またはその性的衝動や空想のために臨床的に意味のある苦痛、または、社会的、学業的、職業的、または他の重要な領域における機能の障害を引き起こしている。

## 治療
治療法は露出症に準ずる。嫌悪条件付け療法などの心理療法のほか、補助として薬物療法を行う。
薬物療法ではSSRIを使用するが効果が不十分な場合テストステロンを抑制するホルモン療法を行う。